# Ernie Davis
Ernest "Ernie" Davis, (14 de diciembre de 1939, 18 de mayo de 1963) fue un deportista estadounidense de fútbol americano que jugaba en la posición de running back, y el primer atleta negro que ganó el Trofeo Heisman. En su etapa como jugador universitario Davis formó parte del equipo de fútbol americano de la Universidad de Siracusa, con el cual ayudó a ganar dos bowls, el Cotton Bowl de 1960 y el Liberty Bowl de 1961.
Davis entró en el draft de la NFL de 1962 y se convirtió en la primera selección del mismo al ser escogido por los Washington Redskins, aunque días después fue traspasado a Cleveland Browns por Bobby Mitchell. Sin embargo, nunca pudo jugar un partido profesional porque los médicos le diagnosticaran leucemia a los pocos meses de la firma de su contrato. La enfermedad era irreversible, y a su muerte en 1963 con sólo 23 años fue reconocido como uno de los deportistas que ayudó a romper las barreras raciales en el deporte estadounidense.

## Biografía

### Infancia
Ernie Davis nació en New Salem-Buffington, en el estado de Pensilvania, y pasó una infancia difícil después de que sus padres se divorciaran a los pocos días de su nacimiento. Su padre falleció en un accidente de tráfico, por lo que vivió con sus abuelos en Uniontown, un barrio de clase baja en las afueras de Pittsburgh. Con 12 años se mudó con su madre y su padrastro a Elmira (Nueva York), donde cursó sus estudios en el instituto público de la localidad.
Davis comenzó a practicar deporte a su llegada a Elmira, y destacó especialmente en fútbol americano como running back. Gracias a su labor como jugador en el equipo escolar y sus buenas notas académicas, Davis llamó la atención de varias universidades de la zona dispuestas a ofrecerle una beca deportiva para atletas negros. Finalmente, recaló en la Universidad de Siracusa en 1958.

### Fútbol universitario
En su etapa universitaria, Davis fue uno de los jugadores más destacados de los Syracuse Orange, a las órdenes del veterano entrenador Ben Schwartzwalder. El jugador recibió el número 44 que vistió anteriormente Jim Brown, fullback de raza negra que fue contratado por los Cleveland Browns en 1957. En su segundo año como jugador, Davis lideró a su equipo hasta llegar al Cotton Bowl, en 1960, en la que Siracuse derrotó a los Texas Longhorns por 23:14. Davis anotó dos touchdowns y fue reconocido como jugador más valioso del partido, ganándose el apodo de Elmira Express (Expreso de Elmira).
Al término de dicho encuentro Davis fue víctima de un episodio racista en el banquete de gala del Cotton Bowl. Pese a que fue elegido el MVP del partido, las autoridades del torneo señalaron que Davis y el resto de jugadores negros tenían que cenar en una zona segregada para las personas de su raza, separados de los blancos. En aquella época, algunas partes del sur de Estados Unidos mantenían medidas de segregación racial anuladas en otras zonas del país como la Costa Este. En respuesta, el equipo de Siracusa boicoteó el evento.
La labor de Davis fue esencial en la siguiente temporada para que Siracusa se proclamara campeón del Liberty Bowl en 1961, con una victoria por 15:14 frente a los Miami Hurricanes y un nuevo título individual como MVP. En 1961 fue el primer atleta de raza negra galardonado con el Trofeo Heisman por su temporada con Siracusa, y fue recibido por el presidente John F. Kennedy.

### Cleveland Browns
Después de ganar el Trofeo Heisman, Davis partía como el jugador favorito en el Draft de la NFL de 1962, celebrado en diciembre de 1961. Los Washington Redskins seleccionaron a Davis como primera selección, convirtiéndose en el primer jugador negro en ser elegido en primer lugar. A su vez los Buffalo Bills de la American Football League adquirieron los derechos del jugador en esa competición, aunque Davis mostró su preferencia por la NFL.
Sin embargo, Washington traspasó días después al jugador a los Cleveland Browns con un contrato récord para un novato en aquella época. El contrato estaba valorado en 200.000 dólares durante tres años, más una prima extra de 15.000 dólares. Además, Cleveland también contrató al amigo personal de Davis y jugador destacado de Siracusa, el tackle John C. Brown. Sin embargo, Ernie Davis no llegó a jugar nunca como profesional en la NFL por una grave enfermedad.

### Muerte
En julio de 1962, Davis se desvaneció durante un entrenamiento con el combinado de estrellas de fútbol universitario que se enfrentaría ante los Green Bay Packers. Los entrenadores percibieron que Davis tenía el cuello hinchado, y enviaron al jugador al área de urgencias. Días después, los médicos descubrieron que Davis padecía leucemia y su enfermedad era irreversible.
Aunque Davis luchó contra la enfermedad para poder debutar en la NFL, los entrenadores de Cleveland lo apartaron del equipo por recomendación de los médicos. La única aparición de Davis con el equipo de Cleveland, con el número 45, fue en un partido de pretemporada, donde recibió un homenaje en el Cleveland Stadium pero no jugó.
Davis fue ingresado el 16 de mayo de 1963 en el Hospital de Cleveland por complicaciones derivadas de su enfermedad, y falleció dos días después mientras dormía con sólo 23 años, siendo enterrado en el cementerio de Woodlawn en Elmira. Tras su muerte, Cleveland retiró el número 45 y tanto el Congreso como el Senado de los Estados Unidos reconocieron su labor contra el racismo en el deporte de ese país. En 2008 se estrenó una película basada en su vida bajo el título The Express, dirigida por Gary Fleder y con Rob Brown y Dennis Quaid en el reparto principal.
Davis fue seleccionado para ser miembro del Salón de la Fama del Fútbol Americano Universitario en 1979.

## Palmarés

### Campeonatos nacionales
- Cotton Bowl (1960)
- Liberty Bowl (1961)

### Distinciones individuales
- Trofeo Heisman (1961)